# Hyalophora
Hyalophora is een geslacht van vlinders uit de familie van de nachtpauwogen (Saturniidae). De Global Lepidoptera Names Index van het Natural History Museum vermeldt drie soorten in dit geslacht. In zijn hiërarchie omvat het geslacht taxa met een normale ondersoortstatus, soorten op de grens van soortstatus en volwaardige soorten. Daarom varieert het gespecificeerde aantal soorten en ondersoorten afhankelijk van de auteur. Ook kunnen alle soorten in het laboratorium met elkaar worden gekruist en komen hybriden in de natuur zelden voor. Hyalophora cecropia is vooral bekend omdat de soort zowel buiten als in het laboratorium als onderzoeksobject wordt gebruikt. Het verspreidingsgebied van de groep strekt zich uit over Noord-Amerika.

## Kenmerken
De vlinders lijken erg op die van Callosamia. In tegenstelling tot deze komt er geen seksueel dimorfisme voor in Hyalophora. De schijfvormige vlek is ovaal of kommavormig en niet gehoekt.
De rupsen van de verschillende Hyalophora-soorten verschillen aanzienlijk van elkaar, maar ze hebben allemaal vergrote stekelige scoli op het tweede en derde segment van de thorax en op het eerste abdominale segment. Deze scoli zijn geel tot oranje of rood gekleurd. De andere scoli op de rug van de dieren zijn meestal geel, de laterale scoli zijn blauwachtig. Vooral de oudere rupsen kunnen naar kamfer ruiken.

## Leefwijze
Alle soorten produceren één generatie per jaar, hoewel ze een groot verspreidingsgebied beslaan. De imago's hebben een duidelijke muskusachtige geur. Bij alle soorten vindt de paring meestal plaats in de vroege ochtenduren en begint net voor zonsopgang. Alle soorten gebruiken waarschijnlijk hetzelfde feromoon om partners aan te trekken, aangezien partners zich ook aangetrokken voelen tot verschillende soorten. De rupsen van Hyalophora columbia voeden zich bijna monofaag met lariks (Larix), de andere soorten en in het bijzonder Hyalophora cecropia voeden zich met een verscheidenheid aan verschillende loofbomen en struiken.
De cocon is in de lengte bevestigd aan een tak of twijg. Het is dubbelwandig en heeft daartussen een los gesponnen tussenlaag. Bij sommige soorten is de cocon goed gecamoufleerd in zijn omgeving.
Hybriden van alle soorten van het geslacht zijn onder laboratoriumomstandigheden gekweekt. De daaruit voorkomende mannetjes zijn zelfs in staat om zich voort te planten, de vrouwtjes meestal niet. Hybriden komen in de natuur zelden voor.

## Verspreiding
Het geslacht komt voornamelijk voor in de gematigde streken van Noord-Amerika en tot in het noorden van Canada, waar de soort ook verder naar het noorden voorkomt in vergelijking met de andere soorten nachtpauwogen.

## Taxonomie en systematiek
De vlinders lijken op die van het geslacht Callosamia, vandaar dat de laatste door Michener in zijn werk uit 1952 samen met Eupackardia werden geplaatst als ondergeslachten van Hyalophora. Door verschillen in de morfologie van de rupsen, de cocons en de manier van leven worden de groepen nu echter erkend als onafhankelijke geslachten. Er is discussie over de vraag of er een vierde soort, Hyalophora gloveri, bestaat of dat het slechts een ondersoort van Hyalophora columbia is.

## Soorten
- Hyalophora cecropia (Linnaeus, 1758)
- Hyalophora columbia (S.I. Smith, 1865)
- Hyalophora euryalus (Boisduval, 1855)
- Hyalophora kasloensis (Cockerell, 1914)